# CAF Champions League 2012
De CAF Champions League 2012 is de 16e editie van dit voetbaltoernooi. De titelhouder Espérance Sportive de Tunis uit Tunesië is de titelverdediger. De winnaar plaatst zich voor het wereldkampioenschap voetbal voor clubs in Japan.

## Data
Programma voor de CAF Champions League 2012.
| Fase           | Ronde        | Loting                          | Heenduel                  | Return    |
| -------------- | ------------ | ------------------------------- | ------------------------- | --------- |
| Kwalificatie   | Voorronde    | 9 december 2011 (Caïro, Egypte) | 17-19 februari            | 2-4 maart |
| Kwalificatie   | Eerste ronde | 9 december 2011 (Caïro, Egypte) | 23-25 maart               | 6-8 april |
| Kwalificatie   | Tweede ronde | 9 december 2011 (Caïro, Egypte) | 27-29 april               | 11-13 mei |
| Groepsfase     | Matchday 1   |                                 | 6-8 juli                  | 6-8 juli  |
| Groepsfase     | Matchday 2   | 20-22 juli                      | 20-22 juli                |           |
| Groepsfase     | Matchday 3   | 3-5 augustus                    | 3-5 augustus              |           |
| Groepsfase     | Matchday 4   | 17-19 augustus                  | 17-19 augustus            |           |
| Groepsfase     | Matchday 5   | 31 augustus - 2 september       | 31 augustus - 2 september |           |
| Groepsfase     | Matchday 6   | 14-16 september                 | 14-16 september           |           |
| Knockout stage | Halve finale | 5-7 oktober                     | 19-21 oktober             |           |
| Knockout stage | Finale       | 2-4 november                    | 9-11 november             |           |

## Kwalificatie
Het programma van de voorronde, eerste en tweede ronde werd bekendgemaakt op 9 december 2011 .De kwalificatiewedstrijden worden over twee wedstrijden gespeeld waarbij de uitdoelpuntenregel van toepassing is. Als beide teams na twee wedstrijden gelijkstaan volgen er direct strafschoppen (er wordt niet 2x verlengd)

### Voorronde
| Team 1                      | Tot.           | Team 2                        | 1e wedstr. | 2e wedstr. |
| --------------------------- | -------------- | ----------------------------- | ---------- | ---------- |
| ASFA-Yennenga               | 1-4            | ASO Chlef                     | 0-0        | 1-4        |
| AS Vita Club                | 6-4            | Athlético Olympic             | 5:0        | 1:4        |
| DFC8                        | (a)2-2(a)      | Les Astres FC                 | 1:0        | 1:2        |
| Young Africans FC           | 1-2            | Al-Zamalek                    | 1-1        | 0-1        |
| Missile FC                  | 3:4            | Africa Sports National        | 3:2        | 0:2        |
| Ports Authority             | 0:1            | Horoya AC                     | 0:0        | 0:1        |
| Foullah Edifice             | 1:3            | JSM Béjaïa                    | 0:0        | 1:3        |
| AFAD Djékanou               | 2:0            | Diables Noirs                 | 1:0        | 1:0        |
| Tusker FC                   | 0:1            | APR FC                        | 0:0        | 0:1        |
| Coin Nord                   | 2:4            | Ethiopian Coffee              | 1:0        | 1:4        |
| AS GNN                      | 0:1            | Tonnerre d'Abomey FC          | 0:0        | 0:1        |
| Orlando Pirates             | 2:4            | CRD Libolo                    | 1:3        | 1:1        |
| Uganda Revenue Authority SC | 3:0            | Lesotho Correctional Services | 3:0        | 0:0        |
| Mafunzo FC                  | 0:5            | Liga Muçulmana de Maputo      | 0:2        | 0:3        |
| Brikama United              | 1:1 (3:1 n.s.) | US Ouakam                     | 0:1        | 1:0 n.v.   |
| CD Elá Nguema               | 0:6            | Dolphin FC                    | 0:3        | 0:3        |
| LSCRFC                      | 0:5            | Berekum Chelsea FC            | 0:2        | 0:3        |
| Green Mamba FC              | 2:8            | FC Platinum                   | 2:4        | 0:4        |
| Japan Actuel's FC           | 1:8            | Power Dynamos                 | 1:5        | 0:3        |

### Eerste ronde
| Team 1                      | Tot.    | Team 2                      | 1e wedstr. | 2e wedstr.    |
| --------------------------- | ------- | --------------------------- | ---------- | ------------- |
| ASO Chlef                   | 3-2     | AS Vita Club                | 0-0        | 3-2           |
| DFC8                        | 1-8     | Al-Hilal                    | 0-3        | 1-5           |
| Al-Zamalek                  | 2-2 u   | Africa Sports National      | 1-0        | 1-2           |
| Horoya AC                   | 1-4     | Maghreb Fez                 | 1-1        | 0-3           |
| JSM Béjaïa                  | 1-5     | AFAD Djékanou               | 1-2        | 0-3           |
| APR FC                      | 2-3     | Étoile Sportive du Sahel    | 0-0        | 2-3           |
| Ethiopian Coffee            | 0-3     | Al-Ahly                     | 0-0        | 0-3           |
| Tonnerre d'Abomey FC        | 2-5     | Stade Malien                | 0-0        | 2-5           |
| CRD Libolo                  | 4-4 (u) | Sunshine Stars FC           | 4-1        | 0-3           |
| Uganda Revenue Authority SC | 0-2     | Djoliba AC                  | 0-2        | niet gespeeld |
| Liga Muçulmana de Maputo    | 2-3     | Dynamos Harare              | 2:2        | 0-1           |
| Brikama United              | 2-4     | Espérance Sportive de Tunis | 1-1        | 1-3           |
| Dolphin FC                  | 2-2 (u) | Cotonsport Garoua           | 2-1        | 0-1           |
| Berekum Chelsea FC          | 5-3     | Raja Casablanca             | 5-0        | 0-3           |
| FC Platinum                 | 2-5     | Al-Merreikh                 | 2-2        | 0-3           |
| Power Dynamos               | 1-7     | TP Mazembe                  | 1-1        | 0-6           |

## Tweede ronde
| Team 1                      | Tot. | Team 2            | 1e wedstr. | 2e wedstr. |
| --------------------------- | ---- | ----------------- | ---------- | ---------- |
| Al-Hilal                    | 3-5  | ASO Chlef         | 1-1        | 2-4        |
| Maghreb Fez                 | 0-4  | Al-Zamalek        | 0-2        | 0-2        |
| Étoile Sportive du Sahel    | 4-2  | AFAD Djékanou     | 4-1        | 0-1        |
| Stade Malien                | 2-3  | Al-Ahly           | 1-0        | 1-3        |
| Djoliba AC                  | 1-2  | Sunshine Stars FC | 1-1        | 0-1        |
| Espérance Sportive de Tunis | 7-1  | Dynamos Harare    | 6-0        | 1-1        |
| Berekum Chelsea FC          | 2-1  | Cotonsport Garoua | 0-0        | 2-1        |
| TP Mazembe                  | 3-1  | Al-Merreikh       | 2-0        | 1-1        |

- Verliezers naar CAF Confederations Cup 2012

## Groepsfase
De acht winnaars van de tweede ronde worden in twee groepen van vier teams ingedeeld.

### Groep A
| Team            | AW                | W                 | G                 | V                 | DV                | DT                | DS                | Pts               |
| --------------- | ----------------- | ----------------- | ----------------- | ----------------- | ----------------- | ----------------- | ----------------- | ----------------- |
| Espérance ST    | 4                 | 3                 | 0                 | 1                 | 6                 | 3                 | +3                | 9                 |
| Sunshine Stars  | 4                 | 2                 | 0                 | 2                 | 4                 | 4                 | 0                 | 6                 |
| ASO Chlef       | 4                 | 1                 | 0                 | 3                 | 4                 | 7                 | −3                | 3                 |
| Étoile du Sahel | Gediskwalificeerd | Gediskwalificeerd | Gediskwalificeerd | Gediskwalificeerd | Gediskwalificeerd | Gediskwalificeerd | Gediskwalificeerd | Gediskwalificeerd |

Opmerking
- Opmerking: De wedstrijd tussen Étoile du Sahel en Espérance ST tijdens speeldag 4 werd gestaakt na supporters rellen  . De  CAF besloot Étoile du Sahel te diskwalificeren en alle uitslagen tegen deze team werd geannuleerd.[3]

### Groep B
| Team            | AW | W | G | V | DV | DT | DS | Pts |
| --------------- | -- | - | - | - | -- | -- | -- | --- |
| Al-Ahly         | 6  | 3 | 2 | 1 | 9  | 6  | +3 | 11  |
| TP Mazembe      | 6  | 3 | 1 | 2 | 9  | 6  | +3 | 10  |
| Berekum Chelsea | 6  | 2 | 3 | 1 | 9  | 10 | −1 | 9   |
| Al-Zamalek      | 6  | 0 | 2 | 4 | 5  | 10 | −5 | 2   |

## Knock-outfase

### Halve finales
| Team 1         | Tot. | Team 2                      | 1e wedstr. | 2e wedstr. |
| -------------- | ---- | --------------------------- | ---------- | ---------- |
| TP Mazembe     | 0-1  | Espérance Sportive de Tunis | 0-0        | 0-1        |
| Sunshine Stars | 3-4  | Al Ahly                     | 3-3        | 0-1        |

### Finale
| Team 1                      | Tot. | Team 2  | 1e wedstr. | 2e wedstr. |
| --------------------------- | ---- | ------- | ---------- | ---------- |
| Espérance Sportive de Tunis | 2-3  | Al Ahly | 1-1        | 1-2        |